# Jeb Hensarling
Thomas Jeb Hensarling (Stephenville, 29 maggio 1957) è un politico statunitense, membro della Camera dei Rappresentanti per lo stato del Texas dal 2003 al 2019.

## Biografia
Nato e cresciuto nel Texas, dopo la laurea in legge all'Università del Texas a Austin Hensarling lavorò come avvocato e dirigente d'azienda. Negli anni ottanta inoltre fu collaboratore del senatore Phil Gramm.
Entrato in politica con il Partito Repubblicano, nel 2002 si candidò alla Camera dei Rappresentanti e riuscì ad essere eletto, per poi essere riconfermato altre sette volte, finché nel 2018 annunciò il proprio ritiro.
Hensarling si configura come un repubblicano molto conservatore.